# Chiến tranh bẩn thỉu
Chiến tranh bẩn thỉu cũng gọi là Quá trình Tái cơ cấu Quốc gia (tiếng Tây Ban Nha: Proceso de Reorganización Nacional or El Proceso) (Dirty War) đề cập đến phong trào bạo lực do nhà nước bảo trợ của Argentina để chống chủ nghĩa Marx, chống cộng sản, chống lại chủ nghĩa xã hội và chống nền chính trị cánh tả; từ khoảng năm 1976-1983 thực hiện chủ yếu bởi chính phủ quân sự của Jorge Rafael Videla (một số nguồn cho là bắt đầu từ năm 1969), trong đó quân đội và lực lượng an ninh và các nhóm bán vũ trang cánh hữu trong Liên minh chống cộng Argentina săn lùng và giết chết các du kích cánh tả, những người bất đồng chính kiến, và bất cứ ai bị cho là có cảm tình với chủ nghĩa xã hội. Tổng số nạn nhân của bạo lực là 7.158 người-30.000 nhà hoạt động cánh tả và các chiến binh, bao gồm cả công đoàn viên, sinh viên, nhà báo và những người du kích Marxist và Peronist và mạng lưới hỗ trợ của họ trong Montoneros tin là 150.000 -250.000 người và 60.000 người trong hệ thống ERP, cũng như các cảm tình viên bị cáo buộc. Các số liệu chính thức của biến mất được báo cáo là 13.000 người. Con số 10.000 người "biến mất" là du kích của Montoneros (MPM) và Quân đội Nhân dân Cách mạng Marxist.
Bắt đầu từ năm 1976, đợt thanh trừng được lãnh đạo bởi Videla cho đến năm 1981, và sau đó bởi Roberto Viola và Leopoldo Galtieri, đã chịu trách nhiệm về vụ bắt giữ bất hợp pháp, tra tấn, giết chết hoặc mất tích buộc hàng ngàn người, chủ yếu là công đoàn viên, sinh viên và các nhà hoạt động. Chế độ độc tài của Videla gọi đợt khủng bố của mình là "quá trình tái cơ cấu Quốc gia".
Lên đến 30.000 người đã bị mất tích trong thời gian này. Lực lượng an ninh Argentina và quân đội cộng tác (tay trong tay) với chế độ độc tài khác ở Nam Mỹ trong Chiến dịch Condor. Một tòa án Argentina sau đó đã lên án tội ác của chính phủ như là tội ác chống lại loài người và tội diệt chủng.